# Riu Coldwater
El riu Coldwater està situat al centre sud de la Colúmbia Britànica, al Canadà. Es tracta del major afluent del riu Nicola, al qual s'uneix a la ciutat de Merritt. La seva conca drena 917 km². El seu nom nadiu tradicional és el de Ntstlatko ("cold water", en català "aigua freda").

## Curs
El riu Coldwater neix a la Serralada de les Cascades, a l'oest del Pas de Coquihalla. La seva capçalera rep aigua del pic Zupjok i altres grans muntanyes com el pic Llama, el pic Alpaca, el pic Vicuña i el pic Guanaco. Durant 95 quilòmetres es dirigeix cap nord, abans d'unir-se al riu Nicola a Merritt. Els seus principals afluents són el Midday, el Voght, el Brook, el Juliet i el July.
El seu curs passa per sota de la carretera de Coquihalla a la intersecció de Kingvale. La carretera de Coquihalla va a través de la major part de la vall del Coldwater, igual que les canonades de gas i petroli. Les vies de la Canadian Pacific Railway van al llarg de la part nord del riu.
El riu riu travessa dues reserves indies dels Salish del Riu Thompson.

## Ecologia
Al llarg del seu curs, el riu passa per dues zones biogeoclimàtiques. En el seu curs superior, passa a través d'una zona interior d'avet de Douglas. A mesura que transcorre cap al fons de la vall de Coldwater, la regió canvia cap una zona més seca de pi ponderosa i tussock.

### Espècies de peixos
Diverses espècies de salmònids del pacífic hi són presents, entre les que trobem el salmó platejat, Oncorhynchus tshawytscha i la truita arc de Sant Martí. Altres espècies de peixos inclouen salvelinus confluentus, prosopium williamsoni, rhinichthys cataractae, richardsonius balteatus, catostomus columbianus, cottus cognatus, cottus asper, rhinichthys falcatus, catostomus catostomus i la llamprea del Pacífic.